# 何厚鏵
何厚鏵，GML（1955年3月13日—），籍貫廣州番禺，出生澳門，中华人民共和国政治人物，副国级领导人，澳門特別行政區第一至二届行政長官，現任全國政協副主席。

## 生平
何厚鏵在永援中英學校（今陳瑞祺永援中學）完成小學教育，14歲時赴加拿大繼續學業，於1978年畢業於加拿大約克大學舒立克商學院的工商管理系，回澳後於港澳兩地工作，何業務範圍如：會計、金融、交通運輸、土地發展和公用事業等範疇，因其聲譽也是澳門多個金融、慈善、體育團體組織的負責人。
1986年起參與中國及澳門的政治事務。
何厚鏵在1999年行政長官選舉中擊敗滙業財經集團主席區宗傑，1999年5月20日由國務院委任成為澳門首任行政長官。2004年在無其他候選人競逐下成功連任至2009年，擔任行政長官長達10年。
何厚鏵在鮑公馬路獲分配一所辦公室。2010年3月13日在北京舉行的第十一屆全國政協第三次全體會議上以2057票當選為全國政協副主席，晉升為國家級副職領導人。

## 仕途

### 澳门公職
- 澳門立法會副主席（1988年－1999年）

### 中國國家職務
- 第七屆全國人大代表
- 第八屆及第九屆全國人大常委
- 第十一屆全國政協常務委員會第八次會議上增補為全國政協委員
- 第十一屆全國政協第三次會議上增補為全國政協副主席

### 澳门回归過渡期工作
- 1988年起任澳門基本法起草委員會副主任委員
- 1989年起任澳門基本法諮詢委員會副主任委員
- 1998年起任澳門特別行政區籌備委員會副主任委員

## 家庭
何厚鏵是別號「澳門王」的澳門華人領袖何賢與夫人陳瓊的兒子，何賢家族亦被稱為澳門三大家族之一。何厚鏵的太太為劉渭楨。
其侄子何敬康於2022年香港立法會選舉委員會界別補選中當選立法會議員。

## 榮譽

### 中国勋章奖章
- 大蓮花荣誉勳章（澳门特别行政区，2010年）

### 外国勋章奖章
- 功绩大十字勋章（葡萄牙，2010年6月8日公布[1]、2011年3月30日于澳门葡萄牙驻澳门总领事官邸颁发[2]）

### 其他
- 1993年2月：廣州榮譽市民稱號
- 亞奧理事會主席薩巴赫親王在2007年10月28日向何厚鏵頒發功績獎章，以表彰他對亞洲體育發展所作的貢獻。何厚鏵在任澳門奧林匹克委員會主席期間，致力推動澳門體育發展邁向國際化和專業化，其後在1999年擔任行政長官開始，更積極支持2005年東亞運動會、2006年葡語系運動會和2007年亞洲室內運動會的工作[3]。

## 外部連結
- 何厚铧简历（页面存档备份，存于） 新華網
- 何厚鏵簡歷2
- 冷眼看澳門 何厚鏵十年管治評價

| 中华人民共和国政治职务        | 中华人民共和国政治职务                           | 中华人民共和国政治职务 |
| ----------------------------- | ------------------------------------------------ | ---------------------- |
| 前任： 马万祺 至2013年3月届满 | 全國政協副主席（澳门籍） 2010年3月13日（增补）－ | 現任                   |
| 新頭銜                        | 澳門特別行政區行政長官 1999年－2009年            | 繼任： 崔世安          |